# ETFE
ETFE(Ethylene Tetra fluoro Ethylene)는 플로로카본(flourocarbon)에 바탕을 둔 중합체이다.
ETFE는 부식과 온도변화에 대해 강한 저항력을 가지고 있다. 또한 비교적으로 높은 녹는점과 고에너지 전기 방사선에 저항하는 속성을 지닌다. 그리고 연소시 다른 플루오린 중합체와 비슷하게 플루오린화 수소산을 생성한다.
ETFE는 비닐 소재의 특성상 매우 가볍고, 유연하고, 일광 투사율이 높으며 내구성과 녹는점이 높아 많은 건축물에 사용된다.

## 특성
ETFE는 FEP, PFA, PTFE 등의 다른 플루오린 수지와 비교해서 고강도인 특성이 있다.
ETFE 필름은 재활용 가능하며, 눌러붙지 않는 표면으로 인해 Self-cleaning하다. 날카로운 가장자리로 인해 구멍이 나기 쉬워 대개 지붕에 사용된다. 지붕에 사용될 때 3배까지 늘어날 수 있으며, 열 용접을 하는 경우, 손상된 부분을 패치나 여러장의 시트를 더 큰 패널에 붙여 수리할 수 있다.
42 MPa(6100psi) 정도의 인장 강도를 지니며, 작동 온도 범위는 89 K~ 423 K이다.(-185 °C ~150 °C)

## 이용
ETFE는 유리의 한계를 뛰어넘는 몇 가지 장점을 지녀 많은 건축물의 외벽으로서 널리 쓰이고 있다. 대표적인 예로 Water Cube라고 알려진 베이징 올림픽 수영 경기장이 있다.

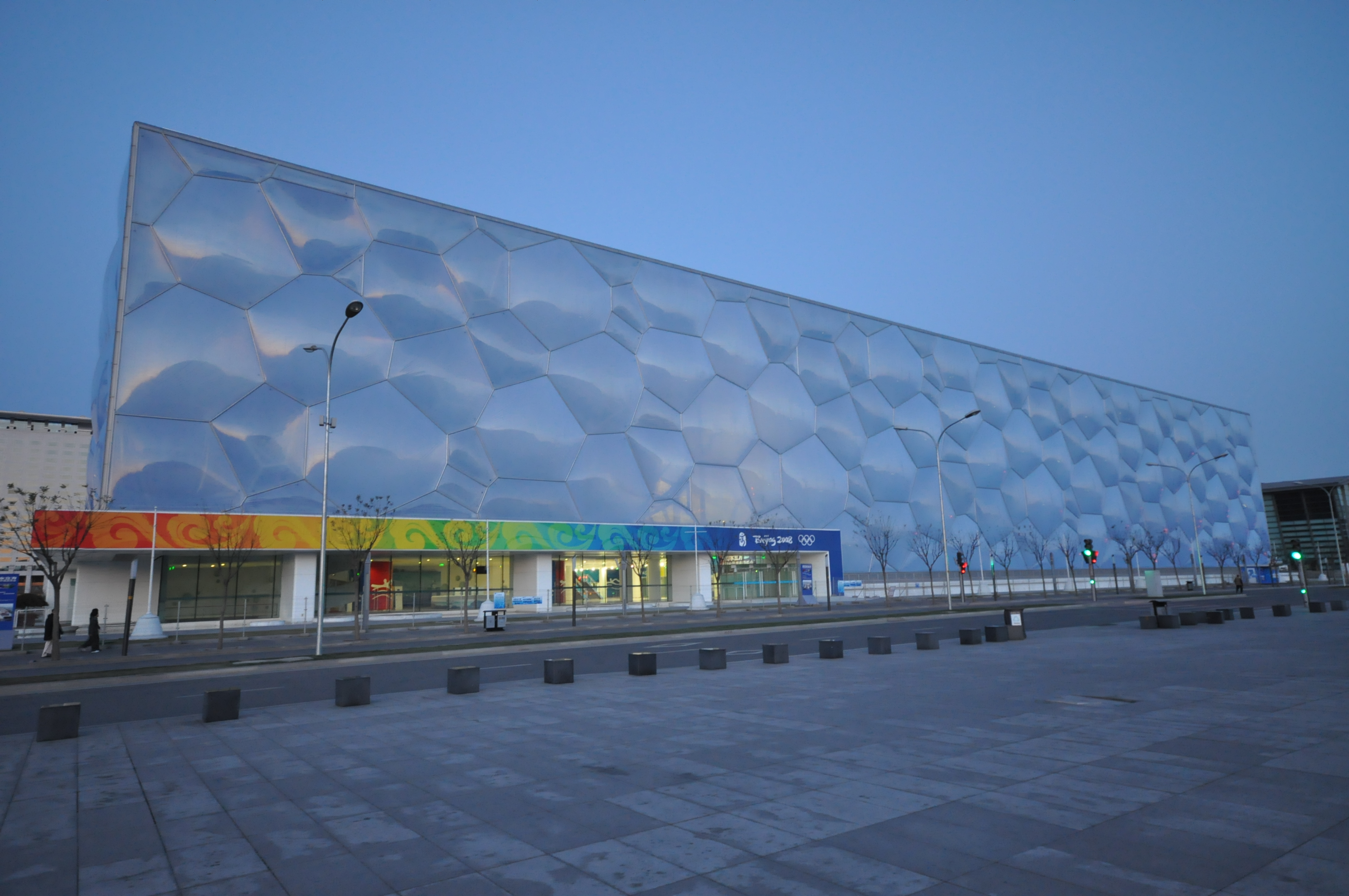
ETFE가 사용된 베이징 올림픽 수영경기장의 모습